# コーヴォ
コーヴォ（伊: Covo  ( 音声ファイル)）は、イタリア共和国ロンバルディア州ベルガモ県にある、人口約4,100人の基礎自治体（コムーネ）。

## 地理

### 位置・広がり
ベルガモ県南部のコムーネ。県都ベルガモから南南東へ23km、ブレシアから西へ35km、州都ミラノから東へ46kmの距離にある。

#### 隣接コムーネ
隣接するコムーネは以下の通り。
- アンテニャーテ
- バルバータ
- カルチョ
- コルテヌオーヴァ
- ファーラ・オリヴァーナ・コン・ソーラ
- イッソ
- ロマーノ・ディ・ロンバルディーア

### 地震分類
イタリアの地震リスク階級 (it) では、3 に分類される
。